# Segurança nuclear passiva
A segurança nuclear passiva é uma abordagem de projeto para recursos de segurança, implementados em um reator nuclear, que não requer nenhuma intervenção ativa por parte do operador ou feedback elétrico/eletrônico para levar o reator a um estado de desligamento seguro, no caso de um tipo específico de emergência (geralmente superaquecimento resultante de perda de refrigerante ou perda de fluxo de refrigerante). Tais características de projeto tendem a depender da engenharia de componentes de modo que seu comportamento previsto retardaria, em vez de acelerar, a deterioração do estado do reator; eles normalmente aproveitam forças ou fenômenos naturais, como gravidade, flutuabilidade, diferenças de pressão, condução ou convecção natural de calor para realizar funções de segurança sem exigir uma fonte de energia ativa.  Muitos projetos mais antigos de reatores comuns usam sistemas de segurança passiva de forma limitada, em vez disso, dependem de sistemas de segurança ativa, como motores movidos a diesel. 

## Terminologia
"Segurança passiva" descreve qualquer mecanismo de segurança cujo acionamento requer pouca ou nenhuma energia externa ou controle humano. Os projetos modernos de reatores têm se concentrado em aumentar o número de sistemas passivos para mitigar o risco de erro humano agravado.

## Exemplos de segurança passiva em operação
Os sistemas tradicionais de segurança de reatores são ativos no sentido de que envolvem operação elétrica ou mecânica em sistemas de comando (por exemplo, bombas de água de alta pressão). Mas alguns sistemas de reatores projetados operam de forma totalmente passiva, por exemplo, usando válvulas de alívio de pressão para controlar a sobrepressão. Sistemas redundantes paralelos ainda são necessários. A segurança inerente e passiva combinada depende apenas de fenômenos físicos, como diferenciais de pressão, convecção, gravidade ou da resposta natural dos materiais a altas temperaturas para retardar ou interromper a reação, e não do funcionamento de componentes projetados, como bombas de água de alta pressão.
Os atuais reatores de água pressurizada e reatores de água fervente são sistemas quee foram projetados com um tipo de recurso de segurança passiva. No caso de uma condição de excesso de energia, à medida que a água no núcleo do reator nuclear ferve, bolsas de vapor são formadas. Esses vazios de vapor moderam menos nêutrons, fazendo com que o nível de potência dentro do reator diminua. Os experimentos com BORAX e o acidente de fusão do SL-1 provaram esse princípio.
Um projeto de reator cujo processo inerentemente seguro fornece diretamente um componente de segurança passiva durante uma condição de falha específica em todos os modos operacionais é normalmente descrito como relativamente à prova de falhas para essa condição de falha.  Entretanto, a maioria dos reatores atuais resfriados e moderados a água, quando embaralhados, não conseguem remover a produção residual e o calor de decaimento sem a transferência de calor do processo ou o sistema de resfriamento ativo. Em outras palavras, enquanto o processo de transferência de calor inerentemente seguro fornece um componente de segurança passiva que evita o calor excessivo enquanto o reator está operando, o mesmo processo de transferência de calor inerentemente seguro não fornece um componente de segurança passiva se o reator for desligado. O acidente de Three Mile Island expôs esta deficiência de projeto: o reator e o gerador de vapor foram desligados, mas com a perda do refrigerante, ainda sofreram um colapso parcial. 

## Exemplos de reatores que utilizam recursos de segurança passiva
O ESBWR (Economic Simplified Boiling Water Reactor, um BWR) da General Electric Company é um projeto que utiliza componentes de segurança passiva. Em caso de perda de refrigerante, não é necessária nenhuma ação do operador durante três dias. 